# Ordine della Stella di Brabante
L'Ordine della Stella di Brabante (in tedesco: Orden "Stern von Brabant" ) fu un'onorificenza creata nell'ambito del Granducato d'Assia e del Reno.

## Storia
L'Ordine della Stella del Brabante venne creato il 14 giugno 1914 dal granduca Ernesto Luigi d'Assia per commemorare la memoria del fondatore della sua casata, Enrico I d'Assia. L'Ordine ebbe breve vita e a seguito della dissoluzione del Granducato nel 1918 non fu più conferito.
L'Ordine comprendeva le seguenti classi di benemerenza:
per Cavalieri
- Cavaliere di gran croce
- Gran Commendatore con turchese
- Gran Commendatore di I classe
- Gran Commendatore di II classe
- Commendatore di I classe
- Commendatore di II classe
- Croce d'onore di I Classe
- Croce d'onore di II classe
- Croce di cavaliere di I classe
- Croce di cavaliere di II classe
- Croce d'argento di I classe
- Croce d'argento di II classe
- Medaglia d'argento

per Dame
- Croce d'onore per Dama
- Dame di I classe
- Dame di II classe
- Croce d'argento per Dame
- Medaglia d'argento

## Insegne
La medaglia consiste in una croce di Malta smaltata di nero e bordata d'oro. Agli angoli della croce si trovano due anelli con due sfere sempre in oro. Il medaglione centrale rappresenta una corona con l'iniziale "H" (per "Heinrich").
Sul retro del medaglione, invece, si trova in oro l'inscrizione "1244 FÜRST VOLK NÄCHSTENLIEBE WOHLFAHRT 1914" ("il principe al suo popolo con amore fraterno").
Il nastro dell'Ordine è nero con due strisce dorate ai lati ed i membri dell'Ordine, siano essi uomini o donne, se ricevevano questo Ordine avevano la possibilità di accollarlo alle proprie armi. Il conferimento dell'Ordine era puramente nominale e come tale alla morte dell'insignito, l'onorificenza tornava all'Ordine stesso.